# Franc-maçonnerie sous la Deuxième République
Vous lisez un « bon article » labellisé en 2023.
La franc-maçonnerie sous la Deuxième République connaît une période qui va de l'euphorie autour de l'avènement de la République à une rapide désillusion. L'application de plusieurs de ses idéaux, comme l'abolition de l'esclavage, ainsi que l'important effectif des francs-maçons au sein des instances nationales, nourrissent l'espoir d'une « république maçonnique » qui s'éteint rapidement à la suite des émeutes ouvrières de juin 1848. La loi de juillet 1848 réglemente l'activité des clubs et augmente la pression des autorités, incitant les obédiences à la prudence.
À l'occasion de l'élaboration de sa première constitution, le Grand Orient de France, principale obédience, introduit dans l'article premier la devise républicaine — Liberté, Égalité, Fraternité. Il y inscrit également l'existence de Dieu et l'immortalité de l'âme comme base intangible de la franc-maçonnerie. Cette affirmation spiritualiste ouvre une longue période de débat et parfois de dissension sur la liberté de conscience entre les membres de ses loges. De son côté, le Suprême Conseil de France, seconde obédience du pays et occasionnellement rivale de l'obédience principale, reste sur la réserve. De ses rangs naît une proposition de refonte complète de l'ordre maçonnique.
Tentée par le bonapartisme, la franc-maçonnerie française soutient pour partie l'élection du prince Louis-Napoléon. Mise sous tutelle après le coup d'État du 2 décembre 1851, elle se soumet à l'autoritarisme du nouveau régime pour assurer sa survie.

## Historique

### De la monarchie de Juillet…

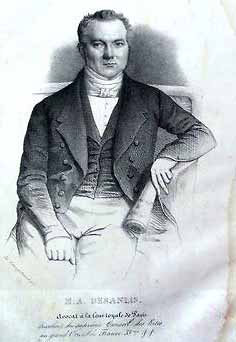
Marie-Auguste Desanlis.

Le paysage maçonnique sous la monarchie de Juillet se décompose en trois obédiences, toutes libérales : la plus importante, le Grand Orient de France, qui compte 295 loges symboliques et 168 ateliers de hauts grades, le Suprême Conseil de France auquel appartiennent 63 ateliers de tous grades et la petite obédience de Misraïm. Les dénombrements des francs-maçons restent estimatifs, aucun décompte n'étant affirmé, le nombre d'initiations et de démissions étant important. Il est estimé par les historiens à 20 000 membres environ, toutes obédiences confondues. La franc-maçonnerie française reste au demeurant principalement bourgeoise et conformiste.
Les Trois Glorieuses en 1830 et les émeutes parisiennes et lyonnaises de 1834 amènent à la répression politique mise en œuvre par Louis-Philippe sous la houlette d'Adolphe Thiers, ministre de l'Intérieur, et met un terme à l'espérance portée par la révolution de Juillet. Les loges sont surveillées par la police, la franc-maçonnerie, craignant d'être assimilée à une société secrète politique, est somnolente. Une minorité de membres tente d'obtenir une démocratisation de son fonctionnement.
Le Grand Orient de France est sous la gestion de membres prudents dont le but est de protéger les loges maçonniques qui sont généralement surveillées par les autorités locales et risquent des ennuis si les sujets abordés sont ouvertement politiques ou religieux. Les personnalités de l'obédience sont principalement le philanthrope Horace Bertrand et l'avocat Marie-Auguste Desanlis. Ils ont en commun d'être des opportunistes en politique. Les députés des loges détiennent le pouvoir législatif au convent et les chambres d'administration des ateliers supérieurs font office de sénat maçonnique. Les représentants des organes de direction sont essentiellement parisiens afin qu'ils puissent assister aux nombreuses activités administratives. Le Suprême Conseil de France est dirigé, pour sa part, par de vieux membres de l'Ordre, plutôt monarchistes, sous la direction du libéral duc Decazes et s'accommodant de quelques loges avant-gardistes et activistes.
Dans les années 1840, la contestation progresse au sein du Grand Orient de France, pour plusieurs raisons. La première, outre la désaffection à l'égard du régime des milieux maçonniques, est la faiblesse du recrutement des loges. Depuis la Restauration, l'accroissement du nombre d'ouvriers, d'artisans, de commerçants et autres employés, plus sensibles aux idées républicaines, inquiète la bourgeoisie censitaire, qui ne souhaite pas fraterniser avec ces populations surnommées « les blouses ». La commission permanente réagit alors en proposant en 1847, pour éviter « l'invasion des passions profanes », d'augmenter les capitations et le coût des initiations. La seconde cause est la grande centralisation des pouvoirs maçonniques à Paris. Des loges de province, ignorant le règlement général, organisent des congrès régionaux où sont débattus des projets de réforme de la franc-maçonnerie ou la lutte contre la paupérisation. La troisième est nettement plus politique. En effet, des francs-maçons voient dans la devise de la République — Liberté, Égalité, Fraternité — un idéal maçonnique qui inviterait ses membres à étudier les questions sociales et à débattre pour rapprocher les peuples. La franc-maçonnerie doit selon eux être philosophique, philanthropique et progressiste et, pour ne pas se satisfaire de convivialité et de moralité, pousser l'institution dans un sens antigouvernemental.
Certaines activités des loges font l'objet de réprobations ou d'interdictions. Ainsi la loge « Les Amis de l'honneur français » est sommée en 1840 de retirer de l'ordre du jour de la réunion un débat intitulé « La croyance en Dieu est-elle indispensable, dans l'ordre moral, à l'institution sociale ? » et la loge « L'amitié » est provisoirement fermée à la suite d'un débat en loge sur « les meilleurs moyens à employer dans l'organisation du travail ». Dans les provinces, des loges organisent des cours destinés aux classes populaires ou secourent les plus démunis en distribuant de la nourriture ou du bois de chauffage. En 1847, le maréchal Soult tente d'interdire l'adhésion des militaires aux loges, particulièrement les sous-officiers plus perméables aux propos révolutionnaires.

### … À la«république maçonnique»

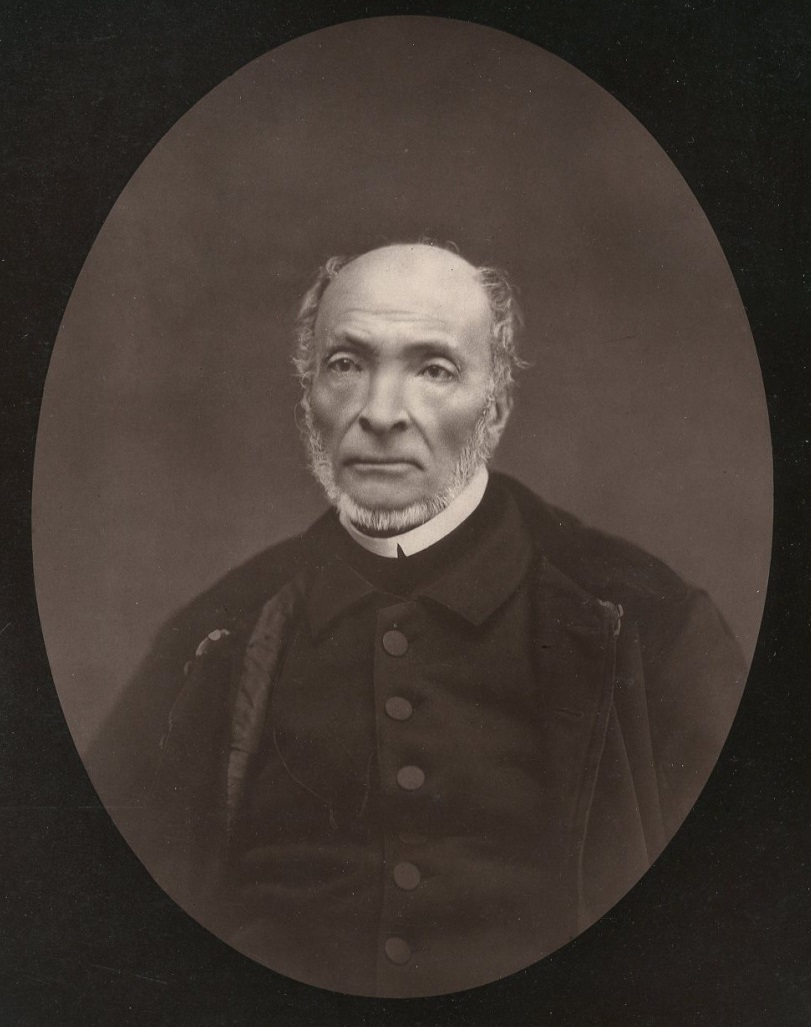
Victor Schœlcher.

La gauche orléaniste et les républicains comprenant plusieurs dizaines de francs-maçons organisent, pour répondre à l'interdiction des réunions politiques, des banquets populaires dans 28 départements. Celui de Paris, prévu le 22 février 1848, est interdit. Armand Marrast incite la population à manifester. La fusillade du 23 mars déclenche l'insurrection qui aboutit à la chute de la monarchie de Juillet. Le même jour, un gouvernement provisoire républicain est établi, la monarchie est abolie, Alphonse de Lamartine proclame la Deuxième République. Le gouvernement provisoire comporte cinq francs-maçons, plusieurs commissaires de la République sont également membres de la franc-maçonnerie. Le gouvernement provisoire adopte des mesures qui font partie des souhaits exprimés par les loges maçonniques, la plus emblématique étant celle de l'abolition de l'esclavage, portée par deux francs-maçons, Victor Schœlcher et Cyrille Bissette. Des mesures d'inspiration maçonniques sont prises par le ministre de la Justice Adolphe Crémieux : la suppression de la peine de mort, la fin de l'exposition publique des condamnés et de la contrainte par corps en cas de dette financière. Le rétablissement du divorce est proposé, mais rejeté par les députés pour se préserver des reproches de l'Église catholique.
Une adresse est remise par une délégation des représentants du Grand Orient de France. Elle assure le gouvernement provisoire du soutien de l'ensemble de ses membres. Crémieux répond en mettant en exergue la « politique d'humanité des maçons », face à celle des partis. Le 13 mars, une circulaire, tout en se félicitant de l'avènement de la République, demande aux loges un travail autour des « hautes questions sociales inhérentes au bonheur de tous ». Les francs-maçons français sont majoritairement favorables à cet avènement et participent à la ferveur populaire. En 1848, une osmose s'établit entre les aspirations populaires et celles des francs-maçons. Les funérailles des morts pour la révolution sont accompagnées par les loges qui défilent avec leurs bannières.
À Paris, des francs-maçons affichent dans la ville un « Appel aux Maçons », invitation le 14 mars à constituer un comité central maçonnique pour préparer les élections de l'assemblée constituante. Réclamant l'avènement d'une république démocratique, le projet de constitution propose une direction du pays par un comité exécutif élu par l'Assemblée nationale qui garde le pouvoir de le destituer. L'école gratuite pour les pauvres et obligatoire pour tous serait sous la surveillance de l'État. Dans les villes de province comme à Paris, les francs-maçons travaillent et débattent des élections qui se tiennent les 23 et 24 avril. Ce comité central produit une « déclaration de principe de la franc-maçonnerie » proposée aux candidats républicains ; certains l'adoptent comme profession de foi de leur candidature. La déclaration contient des propositions avant-gardistes dont une grande partie sera mise en œuvre durant la IIIe République, lors de laquelle la franc-maçonnerie jouera un rôle important. Plus d'une centaine de francs-maçons sont élus pour représenter le peuple dans la nouvelle Assemblée et plusieurs sont nommés au sein du nouveau gouvernement,.
Si le Grand Orient adhère totalement à la nouvelle république et le clame, le Suprême Conseil de France, pour sa part, garde une attitude réservée face aux événements, les dirigeants de l'ordre étant tous des personnalités de la monarchie de Juillet. Le Suprême Conseil suspend ses travaux au lendemain des journées insurrectionnelles de février et ne les reprend qu'avec prudence. Toutefois, en mars 1848, plusieurs dignitaires et porteur de hauts grades signent un appel à rénover la franc-maçonnerie et à mettre fin aux antagonismes avec le Grand Orient.
Le rêve d'une « république maçonnique » disparaît rapidement. Les émeutes ouvrières des 23 et 26 juin, déclenchées par la fermeture des ateliers nationaux, voient le nouveau gouvernement d'Eugène Cavaignac mettre en œuvre une répression de la presse et des clubs. Dans un premier temps, la franc-maçonnerie est relativement épargnée, le Grand Orient ayant pris la précaution d’inviter ses membres et ses loges à la prudence pour maintenir le calme dans l'obédience. Si des francs-maçons sont présents des deux côtés des barricades, une majorité reste silencieuse et attentiste, voire absente des événements. André Dupin, député orléaniste et franc-maçon, propose un texte d'interdiction des sociétés secrètes et des clubs. Celui-ci est discuté et voté en juillet 1848. La question de l'intégration de la franc-maçonnerie dans cette loi est posée. Après des débats alambiqués, la franc-maçonnerie n'est pas affectée par l’application du texte.
Paris est en état de siège à la fin des émeutes et les tenues de loges sont suspendues. Le gouvernement ne compte plus qu'un seul franc-maçon, le ministre de la Justice Eugène Bethmont. Le préfet de Paris accorde aux loges l'autorisation de reprendre leurs réunions en septembre 1848.

### Vers le bonapartisme

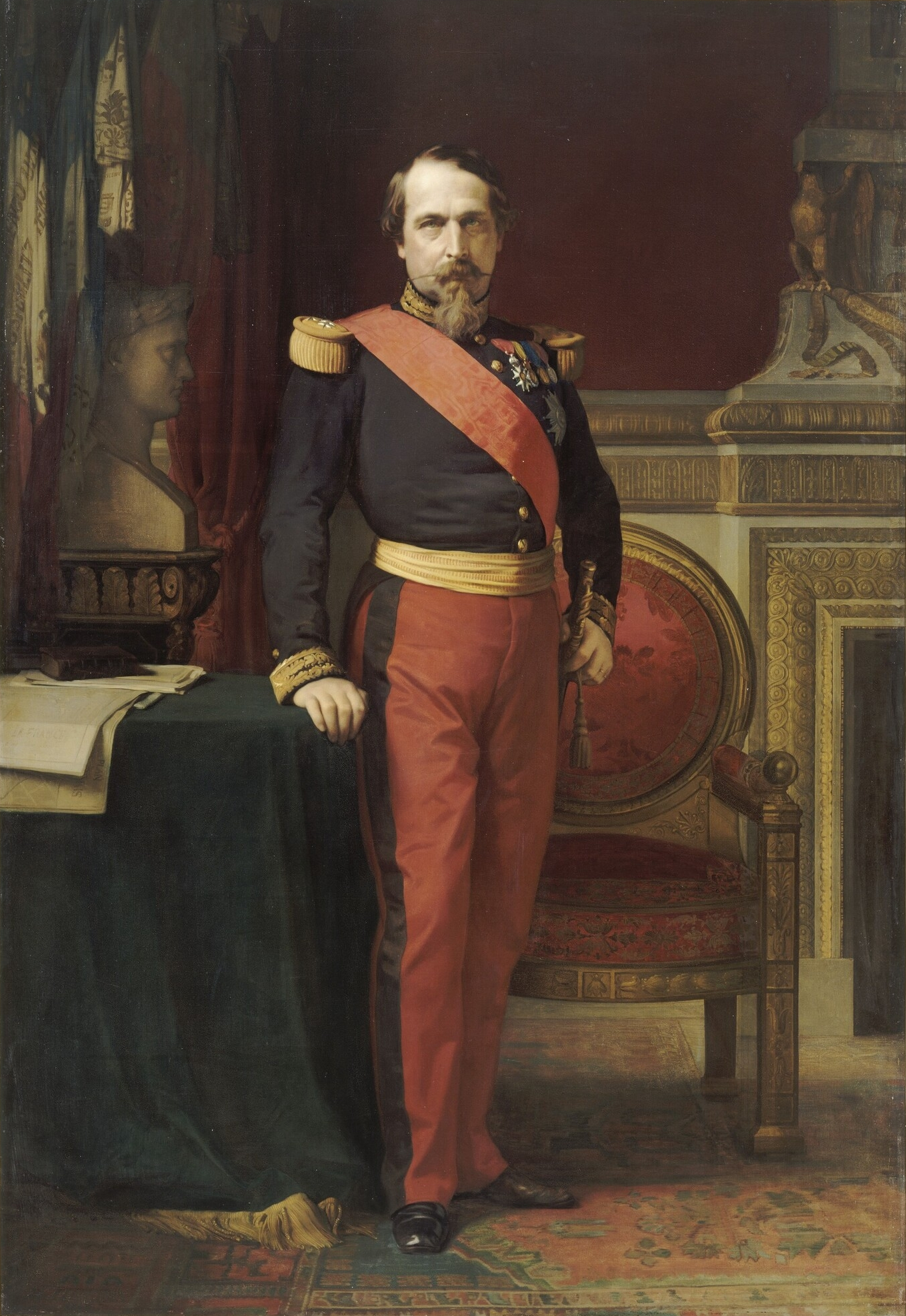
Napoléon III par Hippolyte Flandrin.

Le Suprême Conseil de France (SCDF), seconde obédience française, connaît une scission. Un manifeste reprenant les aspirations de francs-maçons soucieux d'unification est diffusé avec des propositions assez révolutionnaires : refonte de tous les rites dans un rite national, fin de la reconnaissance des hauts grades, fin des rivalités entre les obédiences, représentation par trois députés par loge, formation d'une assemblée obédientielle qui prend le nom, de « Grande Loge nationale ». Les « dissidents » du rite écossais expriment calmement leurs propositions de manière publique. Le manifeste est sévère avec tous les dignitaires de tous les ordres, sans distinction. En juin 1848, le SCDF oppose un refus à ce projet et radie plusieurs membres et loges. Les exclus ne renoncent pas : avec un faible nombre de loges, ils forment la Grande Loge nationale qui se dote d'officiers choisis principalement dans les milieux des artisans et des prolétaires.
En décembre 1848, le prince Louis Napoléon Bonaparte est élu président de la République. Ses partisans, avec l'aide de francs-maçons favorables à sa victoire, laissent croire qu'il est membre de l'ordre maçonnique et invitent les ateliers à voter pour lui. Les autres candidats réagissent avec virulence. Élu, Louis Napoléon, refuse poliment une invitation du GODF à être initié en franc-maçonnerie. Les parties de la droite coalisées remportent les élections législatives, les gouvernements qui se succèdent ne comportent plus aucun franc-maçon et les républicains sont rejetés dans l'opposition. Les manifestations contre le rétablissement de l'autorité du pape et la répression qui s'ensuit, le vote de la loi Falloux, l'application de restrictions au suffrage universel ou les multiples procès contre les sociétés secrètes établissent une république éloignée des idéaux tant républicains que maçonniques.
Le 10 août 1849, le GODF, sous la pression de ses membres et pour tenter d'unifier la franc-maçonnerie française à son tour, modifie ses textes et, après débat, inscrit dans l'article 1er de sa constitution naissante,, la devise de la République, Liberté, Égalité, Fraternité. Il y ajoute également, pour la première fois, la croyance en Dieu et en l'immortalité de l'âme comme base intangible de la franc-maçonnerie. Si la franc-maçonnerie française verse progressivement dans l'action politique, elle conserve toutefois des références spirituelles et religieuses dans un anticléricalisme grandissant. Les tenants du socialisme spiritualiste, à l'image de Pierre Leroux, dénoncent ce qu'ils estiment être un détournement du message chrétien — lequel aurait visé originellement à la délivrance des peuples — par l'Église catholique pour en faire « l’étendard de l'absolutisme le plus effrayant ». Cependant, cet ajout est critiqué comme une concession aux conservateurs et catholiques qui viennent de remporter largement les élections de mai 1849. Si les débats laissent apparaître une adhésion des membres de l'ordre à une conception déiste de la franc-maçonnerie, cette affirmation spiritualiste du Grand Orient génère des dissensions parfois sévères dans les ateliers, dissensions qui annoncent les débats autour de la liberté de conscience qui aboutiront, en 1877, à la fin de l'obligation de toute croyance religieuse dans sa constitution.
En octobre 1850, une circulaire du ministre de l'Intérieur précise aux préfets l'attitude à tenir si des loges perçues comme « rouges » tiennent des discours « démagogiques ». Elle leur donne pouvoir de fermer provisoirement les loges, dans l'attente d'une saisine des instances obédientielles qui devront se prononcer sur une suspension ou une démolition de la loge. En 1850 et en 1851, plusieurs loges tant du Grand Orient que du Suprême Conseil sont ainsi fermées, sous le regard suspicieux des préfets.
Les loges ne relevant pas du GODF ou du SCDF sont quant à elles considérées comme des sociétés secrètes. C'est ainsi que l'activisme de la nouvelle Grande Loge nationale aboutit à la fermeture de toutes ses loges et à sa dissolution en 1851. Si cette éphémère Grande Loge nationale laisse peu de traces dans l'histoire de la franc-maçonnerie française, c'est dans sa rencontre avec le gouvernement, seul fait notable de sa brève existence, que s'enracine grâce à l'éloquence poétique d'Alphonse de Lamartine une légende maçonnique, celle d'une franc-maçonnerie française qui aurait été porteuse de la devise républicaine et des idéaux de la Révolution française depuis sa création. Légende romantique plus que fait historique, mais dont l'imaginaire maçonnique se laisse volontiers bercer pendant de nombreuses années.

### Sous tutelle du Second Empire
Le coup d'État du 2 décembre 1851 met un terme à la Seconde République. De nombreux francs-maçons s'y opposent et sont victimes de la répression qui s'ensuit. Certains choisissent l'exil à Londres où les loges « Les philadelphes », « Les proscrits » ou encore « Les gymnosophistes » organisent leur accueil, à l'image de Louis Blanc, Martin Nadaud, Pierre Leroux ou le colonel Charras. D'autres francs-maçons, qui étaient opposés à la monarchie de Juillet et voyaient dans la Seconde République le début d'une époque de justice et de fraternité, connaissent alors une grande déception qui pousse une partie d'entre eux à soutenir le nouveau régime,.
Louis Napoléon Bonaparte fait le choix de ne pas inquiéter la franc-maçonnerie française. À l'instar du Premier Empire et de Napoléon Ier, il la place sous tutelle. En janvier 1852, le Grand Orient de France se soumet à l'autorité bientôt impériale et élit en qualité de grand-maître le prince Lucien Murat, cousin du futur Napoléon III.